# Leen van Steensel
Leen(dert) van Steensel (Rotterdam, 20 april 1984) is een voormalig Nederlands betaald voetballer. 

## Spelerscarrière
In de jeugd speelde hij voor Moordrecht en Be Fair voor hij in de jeugdopleiding van Utrecht kwam. Op 20 november 2003 maakte hij zijn debuut in het betaald voetbal voor Utrecht. Op 5 januari 2007 maakte die club bekend dat hij op huurbasis de rest van het seizoen voor Carl Zeiss Jena ging voetballen. Er werd een optie tot koop opgenomen in het contract, maar de Duitsers verkozen geen gebruik te maken van die optie.
In mei 2007 werd Van Steensel als nieuwe aankoop van Excelsior gepresenteerd. Hij tekende daar in eerste instantie tot 2009, maar dit contract werd verlengd en hij speelde er in seizoen 2010/2011 nog steeds. In het seizoen 2011/2012 speelde van Steensel gedurende een paar wedstrijden in de spits, wat ervoor zorgde dat hij een cultheld werd. Hij scoorde dat seizoen twee keer, waaronder met een lobje tegen De Graafschap.
Na de degradatie van zijn club besloten beide partijen geen nieuwe overeenkomst en ging hij als amateur aan de slag bij Capelle waar hij tot 2013 voor uitkwam. Eind 2013 hing hij zijn schoenen aan de wilgen, wegens een hernia.
Op 23 mei 2014 werd er op Woudestein een afscheidswedstrijd georganiseerd voor Van Steensel. Tal van oud-medespelers gaven acte de présence.

## Trainerscarrière
Na zijn carrière als speler werd hij actief als trainer bij amateurverenigingen. Zo ging hij in het seizoen 2014/15 aan de slag bij Floreant en was hij in het seizoen 2016/17 assistent-trainer van Alex Pastoor bij Sparta Rotterdam. Later werd hij bij de club van Spangen teammanager.
In het amateurvoetbal ging hij verder bij De Jodan Boys voordat hij in aanloop naar het seizoen 2022/23 werd aangekondigd als nieuwe hoofdtrainer van derde divisionist BVV Barendrecht. Daar raakte zijn ploeg aan het eind van zijn eerste seizoen in opspraak door opzettelijk te verliezen van GVVV. Door een gat in de regels kon Barendrecht alleen bij een verlies nog in de nacompetitie voor promotie naar de Tweede Divisie komen; bij winst bleef de club in de Derde Divisie. Na dit schandaal besloot de KNVB de Rood-Witten uit de play-offs te zetten. In zijn tweede seizoen bij Barendrecht wist de ploeg rechtstreeks promotie te bewerkstelligen doordat het in de uitwedstrijd tegen Kloetinge na een overwinning het kampioenschap in de Derde Divisie had behaald. Terug op het hoogste amateurniveau begon het elftal van Van Steensel goed aan het seizoen en ging het ook even aan kop. De verrassing was daardoor extra groot toen bekend werd dat hij de volgende zomer een overstap zou maken naar Derde Divisionist FC Lisse.

## Nevenactiviteiten
Naast zijn carrière als amateurvoetbaltrainer runt Van Steensel ook een voetbalschool samen met oud-prof en dorpsgenoot Levi Schwiebbe in Waddinxveen en is hij de kantinebeheerder van ASW.

## Privé
Van Steensel is getrouwd en heeft drie dochters.

## Clubstatistieken
| Seizoen | Club               | Duels | Goals | Competitie     |
| ------- | ------------------ | ----- | ----- | -------------- |
| 2003/04 | FC Utrecht         | 1     | 0     | Eredivisie     |
| 2004/05 | FC Utrecht         | 3     | 0     | Eredivisie     |
| 2005/06 | FC Utrecht         | 14    | 1     | Eredivisie     |
| 2006/07 | FC Utrecht         | 1     | 0     | Eredivisie     |
| 2006/07 | FC Carl Zeiss Jena | 10    | 0     | 2.Bundesliga   |
| 2007/08 | Excelsior          | 24    | 2     | Eredivisie     |
| 2008/09 | Excelsior          | 22    | 2     | Eerste divisie |
| 2009/10 | Excelsior          | 31    | 3     | Eerste divisie |
| 2010/11 | Excelsior          | 16    | 2     | Eredivisie     |
| 2011/12 | Excelsior          | 23    | 2     | Eredivisie     |
| Totaal  | Totaal             | 145   | 12    |                |

## Erelijst

### Als trainer
BVV Barendrecht
- Derde Divisie (1): 2024

## Trivia
- Van Steensel ontsnapte aan de dood nadat hij tijdens een doodschop van een tegenstander in een duel met TuS Koblenz zijn tong inslikte, en op deze manier bijna stikte. De teamarts was er net op tijd bij om deze te verwijderen. Hij hield er verder een hersenschudding en een gebroken onderkaak en sleutelbeen aan over.